# Палмеш
Палмеш (грч. Καστανούσσα, Кастануса) је насељено место у општини Синтика у периферији Средишња Македонија, Грчка. Према попису из 2021. године било је 508 становника.
Према бугарском географу и историчару, Василу Канчову, у Палмешу је 1900. године живело 1.150 Словена муслимана. Године 1924. муслиманско становништво је принудно исељено у Турску а на њихово место је насељено 166 грчких избегличких породица, којих је на попису из 1928. године било 610.